# Randall Batinkoff
Randall Matthew Batinkoff, född 16 oktober 1968 i Monticello i delstaten New York, är en amerikansk skådespelare. Han är bland annat känd för att medverka i filmer som For Keeps, Den inre kretsen och Livets hårda skola.
Batinkoff är gift med Hilary Lambert, med vilken han har en dotter. Paret har tidigare varit klasskamrater med varandra på Brown University.

## Filmografi (i urval)

### Filmer
| - 1988 – For Keeps - 1992 – Spelaren - 1992 – Buffy vampyrdödaren - 1992 – Den inre kretsen - 1995 – Livets hårda skola - 1996 – Walking and Talking - 1997 – Fredsmäklaren - 1997 – Mad City | - 1997 – Livet från den ljusa sidan - 1999 – The Last Marshal - 2000 – Forever Lulu - 2003 – I Love Your Work - 2007 – Bordertown - 2010 – Kick-Ass - 2011 – X-Men: First Class - 2016 – Who Gets the Dog? |

### TV-serier
- 1994–1995 – Christy (TV-serie)
- 2000 – Touched by an Angel (TV-serie)
- 2002 – Son of the Beach (TV-serie)
- 2003 – She Spies (TV-serie)
- 2004 – CSI: Miami (TV-serie)
- 2007 – Dirt (TV-serie)
- 2010 – Castle (TV-serie)
- 2012 – Touch (TV-serie)
- 2014 – Mind Games (TV-serie)
- 2015 – Allegiance (TV-serie)
- 2017 – Legends of Tomorrow (TV-serie)